# Stavyščský rajón
Stavyščský rajón (ukrajinsky Ставищенський район) je byl rajón v Kyjevské oblasti na Ukrajině. Hlavním městem bylo Stavyšče a rajón měl přibližně 21 tisíc obyvatel. 

## Sídla v rajónu
- Stavyšče